# Enchelynassa canina
Enchelynassa canina es una especie de pez de la familia de los morénidas en el orden de los Anguilliformes.

## Morfología
Los machos pueden llegar a alcanzar los 250 cm de longitud total.

## Distribución geográfica
Se encuentra desde las Islas Chagos y Reunión hasta Panamá, las Hawái y Tonga.